# Polyura jamblichus
Polyura jamblichus är en fjärilsart som beskrevs av Hans Fruhstorfer 1914. Polyura jamblichus ingår i släktet Polyura och familjen praktfjärilar. Inga underarter finns listade i Catalogue of Life.